# گراند سنت
شهر گراند سنت (به فرانسوی: Grande-Synthe) در شهرستان نور، در ناحیهٔ شمال کاله، با جمعیت ۲۱٬۴۰۸ نفر در کشور فرانسه، واقع شده است.